# Rosée
Rosée is een plaats en deelgemeente van de Belgische gemeente Florennes. Rosée ligt in de provincie Namen en was tot 1 januari 1977 een zelfstandige gemeente.

## Demografische ontwikkeling
- Bronnen:NIS, Opm:1831 tot en met 1970=volkstellingen, 1976= inwoneraantal op 31 december

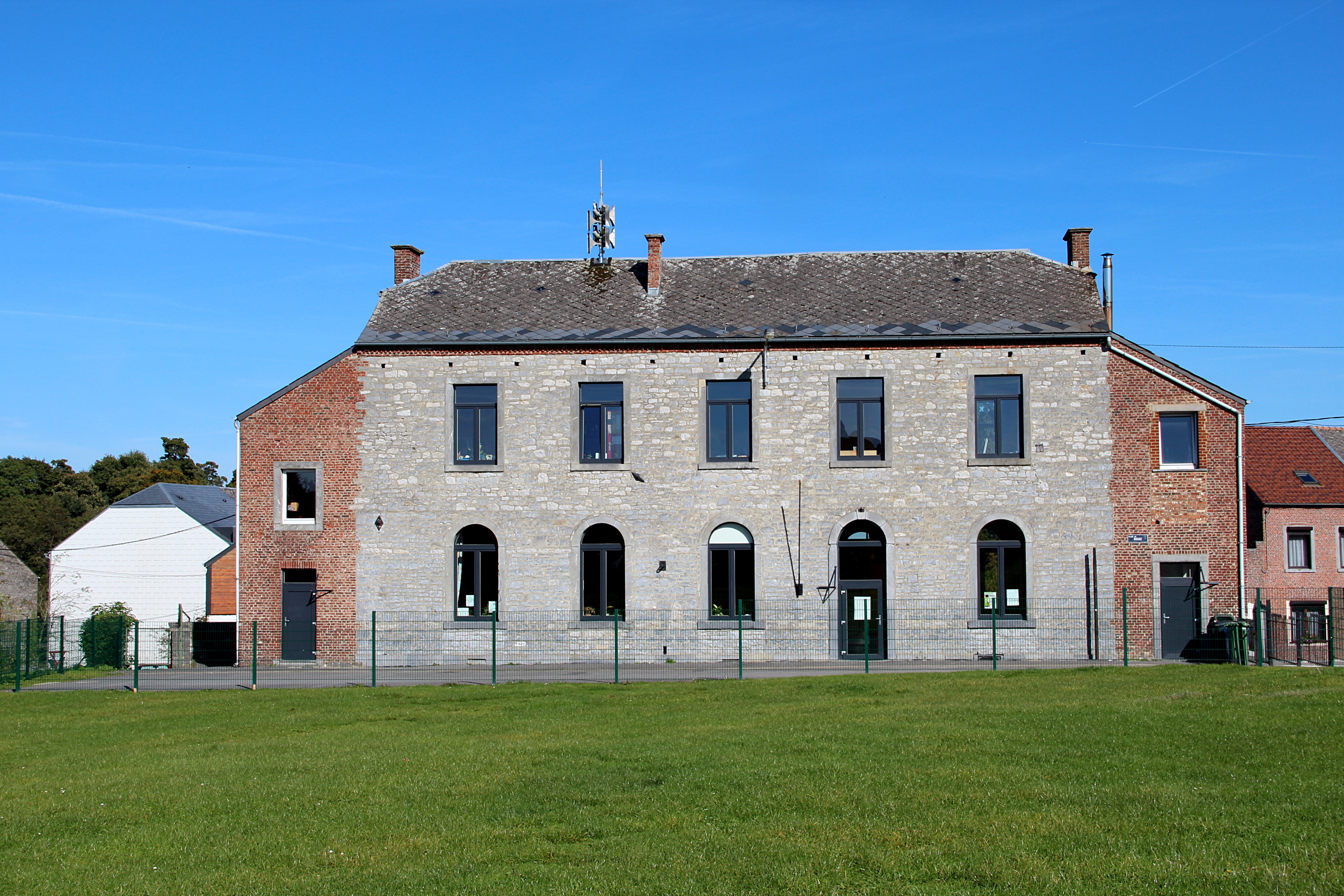
De lagere school van het dorp.

## Geboren in Rosée
- Emil Tissot Mazy (1865—1943), kunstenaar